# Johannes VI. (Papst)
Johannes VI. († 11. Januar 705 in Rom) war Grieche und von 701 bis 705 Papst. 

## Leben

### Pontifikat
Er trat sein Amt am 30. Oktober 701 an. Während seines Pontifikates plünderten die Langobarden unter dem dux Gisulf I. von Benevent die Campagna Romana. Bei der Stadt Horrea (möglicherweise Puteoli) trafen ihn päpstliche Abgesandte, kauften die Gefangenen frei und brachten Gisulf durch „Geschenke“ dazu, den Feldzug zu beenden. Er hielt Kaiser Justinian II. von der Gewaltanwendung ab.